# 文明党
文明党（ぶんめいとう、アラビア語: حزب الحضارة、Civilization Party）は、エジプトの政党。2011年設立。創設者及び党首は、ムハンマド・アブドルモネイム・アッ＝サーウィー元文化大臣。本部は、カイロ。
2012年8月に発足したヒシャーム・カンディール内閣には、同党からハーティム・サーレフが貿易・産業大臣として入閣した。